# Paroricopis latefasciatus
Paroricopis latefasciatus är en skalbaggsart som beskrevs av Stefan von Breuning 1958. Paroricopis latefasciatus ingår i släktet Paroricopis och familjen långhorningar. Inga underarter finns listade i Catalogue of Life.